# 坦普尔·阿什布鲁克
坦普尔·阿什布鲁克（英語：Temple Ashbrook，1896年5月23日—1976年2月21日），美国男子帆船运动员。他曾代表美国参加1932年夏季奥林匹克运动会帆船比赛，联同罗伯特·卡尔森、弗雷德里克·科南特、查尔斯·史密斯、小唐纳德·威尔斯·道格拉斯和埃米特·戴维斯获得一枚银牌。